# Tempest (videojuego)
Tempest es un videojuego arcade desarrollado por Atari Inc., originalmente diseñado y programado por David Theurer. Se lanzó en octubre de 1981, siendo muy popular y recibiendo varias secuelas y versiones. Fue el primer videojuego en contener un selector de dificultad, aunque determinado automáticamente por el primer nivel.

## Jugabilidad
El objetivo de Tempest es sobrevivir el mayor tiempo posible y lograr la mejor puntuación eliminando enemigos a lo largo de varios niveles. El juego tiene lugar en un espacio cerrado o abierto (dependiendo del nivel), visto desde uno de los extremos, y dividido en diversos segmentos. El jugador controla una nave espacial en forma de garra, que se mueve alrededor del borde del escenario, de segmento en segmento. Dicha nave puede disparar a través del segmento en que se encuentra, eliminando aquellos enemigos que sean alcanzados por los mismos. También posee un arma denominada Superzapper, que destruye a todos los enemigos que estén en pantalla, tan sólo permitido una vez por nivel. Tiene una función secundaria (también usada una vez por nivel) que destruye un enemigo al azar del tipo más poderoso que haya en pantalla.
Los enemigos vuelan hacia el otro extremo del tubo, y, en cuanto llegan al terreno de juego, comienzan a avanzar hacia el jugador. Cuando todos los enemigos han sido destruidos o han alcanzado el lado del jugador, la nave pasa de nivel avanzando a lo largo del tubo, hacia el lado de donde salían los enemigos. El jugador debe evitar o derribar todos los pinchos que queden en el segmento por el que avanza, ya que, si alcanza alguno, perderá una vida (y no terminará aún el nivel). El jugador pierde una vida en cuanto entra en contacto con un enemigo, es alcanzado por un disparo, o por un pincho. El juego se acaba cuando se pierden todas las vidas.
El juego consiste en 16 niveles con formas geométricas distintas, siendo espacios cerrados (como un tubo o un cuadrado) o espacios abiertos, en los cuales hay un extremo izquierdo y derecho. Cuando se acaban los 16 niveles, la secuencia se repite con un color diferente de escenario y una dificultad mayor.
Hay 5 tipos de enemigos en Tempest:
- Flippers: aletas que recorren el escenario, pudiendo cambiando de segmento y avanzando hacia el jugador. Una vez llegan al borde en el que se encuentra el jugador, comienzan a moverse intentando alcanzarle. Si lo logran, el jugador pierde una vida. Se puede pasar por encima de uno o destruirlo cuando están en el borde, pero requiere de precisión y reflejos.
- Tankers: esferas que se mueven por un segmento hacia el lado del jugador. Cuando son alcanzadas por un disparo o llegan al borde, se dividen en dos aletas.
- Spikers: espirales que se mueven por un segmento hacia el lado del jugador, dejando un pincho por donde pasan. Cuando alcanzan el borde, dan la vuelta y vuelven al borde del que salen los enemigos. Si se les permite acabar el recorrido, reaparecen como Tankers. El jugador debe tener cuidado, ya que, al acabar el nivel, tendrá que evitar todos los pinchos dejados por estos enemigos.
- Fuseballs: chispas de colores que se mueven a altas velocidades hacia cualquier borde, o y luego cambian de segmento a menor velocidad. Cuando alcanzan el borde del jugador, sólo pueden ser destruidas usando el Superzapper. Son el único enemigo que no dispara, pero también el único que puede avanzar por un vértice, siendo invulnerable a los disparos del jugador.
- Pulsars: zigzags de movimiento similar a los Flippers, que también intentan alcanzar al jugador. Sin embargo, estos enemigos pueden electrificar el segmento en el que se encuentran a intervalos constantes (todos a la vez). Si el jugador permanece en un segmento electrificado, pierde una vida.

## Producción
Tempest introdujo numerosas funcionalidades para la época. Fue uno de los primeros juegos en usar el sistema de vectores Color-QuadraScan de Atari (junto a Space Duel, que fue lanzado en fechas similares). También fue el primer videojuego en permitir al jugador elegir el nivel en el que empezaba (denominado "SkillStep"). Esta funcionalidad incrementaba el máximo nivel en el que se podía empezar según la habilidad del jugador en su partida anterior. Básicamente, permitía al jugador continuar en un nivel cercano al que se había quedado, una funcionalidad que sería estándar más tarde en la mayoría de los videojuegos. Finalmente, Tempest fue uno de los primeros videojuegos en ir trasladando al jugador a diversos niveles, en lugar de repetir el mismo nivel una y otra vez con mayor dificultad.
Inicialmente, el juego se planeó como una versión en 3D de Space Invaders, pero las versiones preliminares tenían tantos problemas, que se cambió de diseño. Theurer comentó que el diseño se le ocurrió tras un sueño, en el que unos monstruos iban saliendo de un agujero del suelo.

## Ports y secuelas
Poco después del lanzamiento del juego original, el dueño de un arcade hackeó la información de los niveles, e hizo una versión más difícil denominada Tempest Tubes. Esta versión disfruto de gran éxito, pero no fue oficial (aunque soportado por MAME) hasta que Atari lo incluyó en su Arcade Games Pack #1 para PC, como otro modo de juego.
Se lanzó también un port para la Atari ST. Existen prototipos para la Atari 2600 y 5200. Mientras la versión de la Atari 2600 sufre de peor jugabilidad y peores gráficos, la versión de la 5200 fue más prometedora. También se lanzó un port oficial (que llevaba incluso el logo de Atari), desarrollado por Superior Software para la BBC Micro y Acorn Electron en 1985, y otro de Electric Dreams bastante cercano a la recreativa para Amstrad cpc y otra para ZX Spectrum en 1987. También se realizó otro para PC, dentro del pack Microsoft Arcade, para Microsoft Windows 3.x.
El juego tuvo dos secuelas, Tempest 2000, para Atari Jaguar, Sega Saturn, MS-DOS, Apple Macintosh, y PlayStation (esta última denominada Tempest X3), y Tempest 3000 para los DVD Nuon.
En el 2005, Tempest fue incluido como parte del recopilatorio Atari Anthology para Xbox y PlayStation 2.
En ese mismo año, se lanzó un port y una versión con gráficos mejorados para Nintendo DS, como parte del recopilatorio Retro Atari Classics. Esta versión difiere bastante de las reglas y experiencia originales del juego.
También, Tempest fue lanzado en el servicio Xbox Live Arcade de Xbox 360, el 19 de diciembre de 2007.
Por último existe una secuela no oficial, desarrollada por Jeff Minter, también para Xbox Live Arcade, denominada Space Giraffe, aunque el autor ha afirmado en diversas ocasiones que se trata de un juego original y no tiene nada que ver con Tempest, a pesar de sus obvias similitudes.